# Galinduste
Galinduste – gmina w Hiszpanii, w prowincji Salamanka, w Kastylii i León, o powierzchni 31,63 km². W 2011 roku gmina liczyła 470 mieszkańców.